# Pascal Barré
Pour les articles homonymes, voir Barré.
Pascal Barré, né le 12 avril 1959 à Houilles, est un athlète français d'un mètre soixante-quatorze, spécialiste du 100 m et du 200 m.
En 1978, licencié au Neubourg Athlétic Club, il est le meilleur performeur français sur ces deux distances en 10 secondes 1 dixième (temps manuel) et en 20 secondes 70. Champion de France du 200 m en 1978 et1979, et du 400 m en 1982. Il fait partie durant cette même année de l'équipe de France championne d'Europe junior du relais 4 fois cent mètres.
Aux Jeux olympiques d'été de 1980, il remporte la médaille de bronze en relais 4 × 100 m avec son frère jumeau Patrick, Antoine Richard et Hermann Panzo.

## Palmarès

### Jeux olympiques
- 1980 à Moscou ( Union soviétique)
  -  Médaille de bronze en relais 4 × 100 m

### Championnats d'Europe d'athlétisme
- 1978 à Prague ( Tchécoslovaquie)
  - 5e sur 200 m